# Горчаков, Николай Павлович
Князь Николай Павлович Горчаков (9 марта 1830 — 2 сентября 1919, Одесса) – генерал от инфантерии Русской императорской армии.
Происходил из наименее заметной ветви княжеского рода Горчаковых. Окончил гимназию. С 1850 — на военной службе как офицер. Участник Крымской войны 1853—1856; 11 марта 1854 за отличие в сражении произведён в чин подпоручика.
15 июня 1878 в чине полковника назначен помощником начальника штаба Одесского военного округа. С 29 ноября 1879 состоял для особых поручений при командующем войсками Одесского военного округа. C 1883 — генерал-майор. В 1887—1888 — начальник Одесского военного госпиталя. 
В 1894—1899 — начальник 53-й пехотной резервной бригады. С 1896 — генерал-лейтенант. Уволен в отставку с производством в генералы от инфантерии.

## Награды
- Орден Святой Анны 4-й степени (1857)
- Орден Святого Станислава 3-й степени (1860)
- Орден Святой Анны 3-й степени (1862)
- Орден Святого Станислава 2-й степени (1868)
- Орден Святой Анны 2-й степени (1875)
- Орден Святого Владимира 4-й степени с бантом за 25 лет (1878)
- Орден Святого Владимира 3-й степени (1883)
- Орден Святого Станислава 1-й степени (1886)
- Орден Святой Анны 1-й степени (1889)
- Знак отличия за XL лет беспорочной службы (1893)
- Орден Святого Владимира 2-й степени (1894)
- Орден Благородной Бухары (Восходящей звезды) 1-й степени (1893, Бухарский эмират)[4]

## Семья и дети
Жена: Елена Дмитриевна Фомова, дочь отставного поручика. Три сына:
- Николай (1856—1918), полковник, убит большевиками
- средний — расстрелян большевиками
- младший — умер от тифа.